# Équipe de Corée du Sud féminine de basket-ball
Cet article traite de l'équipe féminine. Pour l'équipe masculine, voir Équipe de Corée du Sud masculine de basket-ball.
Maillots
L’équipe de Corée du Sud féminine de basket-ball est l'équipe nationale qui représente la Corée du Sud dans les compétitions internationales féminine de basket-ball. Elle est placée sous l'égide de la Fédération de Corée du Sud de basket-ball (Korean Basketball Association ou KBA). L'équipe est affiliée à la FIBA depuis 1947.

## Résultats

### Palmarès
| Compétitions mondiales                                                             | Compétitions continentales |
| ---------------------------------------------------------------------------------- | --- |
| - Jeux olympiques - Finaliste en 1984 - Coupe du monde - Finaliste en 1967 et 1979 | - Coupe d'Asie (12) - Vainqueur en 1965, 1968, 1972, 1974, 1978, 1980, 1982, 1984, 1988, 1997, 1999 et 2007 - Finaliste en 1970, 1976, 1986, 1990, 1992, 1994, 1995, 2005, 2009, 2011 et 2013 - Troisième en 2001, 2004 et 2015 - Jeux asiatiques (4) - Vainqueur en 1978, 1990, 1994 et 2014 - Finaliste en 1974, 1982, 1986, 2002 et 2010 - Troisième en 1998 et 2022 |

### Parcours en compétitions internationales

#### Jeux olympiques
| Année | Position      |      | Année         | Position |               | Année | Position |
| 1976  | Non qualifiée | 1996 | 12e           | 2016     | Non qualifiée |       |          |
| 1980  | Non qualifiée | 2000 | 4e            | 2020     | 10e           |       |          |
| 1984  | Finaliste     | 2004 | 12e           | 2024     | Non qualifiée |       |          |
| 1988  | 7e            | 2008 | 8e            | 2028     | -             |       |          |
| 1992  | Non qualifiée | 2012 | Non qualifiée | 2032     | -             |       |          |

#### Coupe du monde
| Année | Position      |      | Année     | Position |     | Année | Position |
| 1953  | Non qualifiée | 1979 | Finaliste | 2006     | 13e |       |          |
| 1957  | Non qualifiée | 1983 | 4e        | 2010     | 8e  |       |          |
| 1959  | Non qualifiée | 1986 | 10e       | 2014     | 13e |       |          |
| 1964  | 8e            | 1990 | 11e       | 2018     | 14e |       |          |
| 1967  | Finaliste     | 1994 | 10e       | 2022     | 10e |       |          |
| 1971  | 4e            | 1998 | 13e       | 2026     | -   |       |          |
| 1975  | 5e            | 2002 | 4e        | 2030     | -   |       |          |

#### Coupe d'Asie
| Année | Position  |      | Année     | Position |           | Année | Position |
| 1965  | Vainqueur | 1988 | Vainqueur | 2009     | Finaliste |       |          |
| 1968  | Vainqueur | 1990 | Finaliste | 2011     | Finaliste |       |          |
| 1970  | Finaliste | 1992 | Finaliste | 2013     | Finaliste |       |          |
| 1972  | Vainqueur | 1994 | Finaliste | 2015     | Troisième |       |          |
| 1974  | Vainqueur | 1995 | Finaliste | 2017     | 4e        |       |          |
| 1976  | Finaliste | 1997 | Vainqueur | 2019     | 4e        |       |          |
| 1978  | Vainqueur | 1999 | Vainqueur | 2021     | 4e        |       |          |
| 1980  | Vainqueur | 2001 | Troisième | 2023     | 5e        |       |          |
| 1982  | Vainqueur | 2004 | Troisième | 2025     | 4e        |       |          |
| 1984  | Vainqueur | 2005 | Finaliste | 2027     | -         |       |          |
| 1986  | Finaliste | 2007 | Vainqueur | 2029     | -         |       |          |